# مورتیگیت
مورتیگیت (به لاتین: Murtygit) یک منطقهٔ مسکونی در روسیه است که در استان آمور واقع شده‌است.